# Boitumelo Masilo
Boitumelo Masilo, född 5 augusti 1995, är en friidrottare från Botswana. Han deltog vid olympiska sommarspelen 2016.